# نوکیا ان۷۱
نوکیا ان۷۱ یکی از تلفن‌های همراه هوشمند نسل سوم نوکیا است که به صورت تاشو طراحی شده است. این گوشی در تاریخ ۲ نوامبر ۲۰۰۵ معرفی شد. مجهز به دوربین ۲ مگاپیکسل با فلاش و دوربین جلو برای مکالمه تصویری، دارای رادیو اف‌ام، بلوتوث و همینطور از بازی‌ها و برنامه‌های جاوا هم پشتیبانی می‌کند. این گوشی از سیستم‌عامل نسخه ۹٫۱ و واسط کاربری سری ۶۰ ویرایش سوم بهره می‌برد.

## مشخصات کلی
| عمومی                   |                                                       |
| تاریخ معرفی             | ۲ نوامبر ۲۰۰۵                                         |
| شبکه نسل دوم            | جی‌اس‌ام ۹۰۰ / ۱۸۰۰ / ۱۹۰۰                              |
| شبکه نسل سوم            | یوام‌تی‌اس ۲۱۰۰                                         |
| ظاهری                   |                                                       |
| ابعاد                   | ۲۵٫۸×۵۱٫۲×۹۸٫۶ میلی‌متر                                |
| وزن                     | ۱۳۹ گرم                                               |
| رنگ                     | خاکستری                                               |
| شکل                     | تاشو                                                  |
| نمایشگر                 |                                                       |
| نوع                     | تی‌اف‌تی، ۲۶۲٬۱۴۴ رنگ                                   |
| اندازه                  | ۲٫۴ اینچ، ۴۹×۳۶ میلی‌متر                               |
| دقت                     | ۳۲۰×۲۴۰ پیکسل                                         |
| دوربین                  |                                                       |
| کیفیت                   | ۲ مگاپیکسل                                            |
| اندازه تصویر            | ۱۲۰۰×۱۶۰۰ پیکسل                                       |
| فیلم‌برداری              | سی‌آی‌اف، ۲۸۸×۳۵۲ پیکسل ۱۵ فریم در ثانیه                |
| فلاش                    | ال‌ئی‌دی                                                |
| قابلیت‌ها                | بزرگ‌نمایی دیجیتالی ۲۰ برابر                           |
| دوربین دوم              | وی‌جی‌ای                                                |
| باتری                   |                                                       |
| نوع                     | باتری لیتیوم یون ۹۷۰ میلی‌آمپرساعت (BL-5C)             |
| زمان آماده‌باش           | ۲۲۰ ساعت                                              |
| زمان مکالمه             | ۴ ساعت                                                |
| چندرسانه‌ای              |                                                       |
| پخش موسیقی              | MP3, AAC, eAAC, WAV                                   |
| پخش ویدئویی             | 3GPP                                                  |
| رادیو                   | رادیو اف‌ام استریو                                     |
| حافظه                   |                                                       |
| حافظه داخلی             | ۱۰ مگابایت                                            |
| کارت حافظه              | مینی اس‌دی، ۱۲۸ مگابایت قابلیت افزایش تا ۲ گیگابایت    |
| زنگ گوشی                |                                                       |
| نوع                     | پلی‌فونیک، مونوفونیک، ام‌پی‌تری                          |
| لرزاننده                | دارد                                                  |
| مدیریت تماس             |                                                       |
| دفترچه تلفن             | نامحدود                                               |
| گزارش تماس‌ها            | با جزئیات، حداکثر ۳۰ روز                              |
| فرمان و شماره‌گیری صوتی  | دارد                                                  |
| نمایش تصویر تماس گیرنده | دارد                                                  |
| ارتباطی                 |                                                       |
| جی‌پی‌آراس                | کلاس ۱۰، ۴۸-۳۲ کیلوبیت بر ثانیه                       |
| اچ‌اس‌سی‌اس‌دی              | ندارد                                                 |
| ئی‌دی‌جی‌ئی                | کلاس ۱۰، ۲۳۶٫۸ کیلوبیت بر ثانیه                       |
| ۳جی                     | دارد، ۳۸۴ کیلوبیت بر ثانیه                            |
| شبکه محلی بیسیم         | ندارد                                                 |
| بلوتوث                  | دارد، نسخه ۱٫۲                                        |
| فروسرخ                  | دارد                                                  |
| یواس‌بی                  | پاپ‌پورت                                               |
| نرم‌افزاری               |                                                       |
| سیستم‌عامل               | سیمبیان ۹٫۱                                           |
| واسط کاربری             | سری ۶۰ ویرایش سوم                                     |
| پشتیبانی جاوا           | دارد                                                  |
| سایر                    |                                                       |
| پردازنده                | Dual ARM 9 220 MHz                                    |
| جی‌پی‌اس                  | ندارد                                                 |
| پیام‌رسانی               | پیام‌کوتاه، پیام چندرسانه‌ای، پست الکترونیکی، پیام فوری |
| پست الکترونیکی          | آی‌ام‌ای‌پی، پی‌ئوپی۳، اس‌ام‌تی‌پی                           |
| مرورگر اینترنت          | اچ‌تی‌ام‌ال، اکس‌اچ‌تی‌ام‌ال، وی‌ای‌پی                         |
| بازی                    | دارد                                                  |
|                         | تی۹                                                   |